# Неостигмін
Неостигмін (лат. Neostigminum) — синтетичний лікарський засіб, який за хімічним складом є четвертинним аміном та належить до групи інгібіторів холінестерази. Неостигмін застосовується як підшкірно, так і внутрішньом'язово і внутрішньовенно. Неостигмін уперше синтезований Ешліманном і Райнертом у 1933 році, та запатентований Ешліманном у 1933 році.

## Фармакологічні властивості
Неостигмін — лікарський препарат, який за хімічною будовою є четвертинним аміном та належить до групи інгібіторів холінестерази. Механізм дії препарату полягає в інгібуванні ферментів холінестерази і псевдохолінестерази. Наслідком цього є накопичення нейромедіатора ацетилхоліну в синапсах, що спричинює подовження тривалості та більш виражену дію ацетилхоліну. Це призводить до покращення нервово-м'язової передачі, покращення перистальтики і тонусу гладеньких м'язів травної системи, посилення тонусу сечового міхура та бронхів, посилення секреції екзокринних залоз, посилення кислотності шлункового соку, звуження зіниць, а також спричинює брадикардію та зниження артеріального тиску. Неостигмін також непрямо стимулює мускаринові та нікотинові холінорецептори, що також покращує нервово-м'язову передачу, покращує синаптичну провідність та усуває синаптичний блок. Препарат застосовується при міастенії, у тому числі при міастенічному кризі, рухових порушеннях після черепно-мозкової травми, у відновному періоді після поліомієліту, енцефаліту та менінгіту, атрофії зорового нерва, атонії сечового міхура, паралічах, залишкових явищах блокади нервово-м'язової передачі після застосування недеполяризуючих міорелаксантів, нейропатіях. Неостигмін також застосовують при післяопераційній атонії кишечника, хоча його ефективність при цьому не доведена.

### Фармакокінетика
Неостигмін при прийомі всередину погано всмоктується, біодоступність препарату при пероральному прийомі складає лише 1—2 %, при парентеральному введенні біодоступність складає майже 100 %. Максимальна концентрація неостигміну в крові досягається протягом 30 хвилин після внутрішньом'язової ін'єкції. Препарат погано проникає через гематоенцефалічний бар'єр. Метаболізується неостигмін в печінці до неактивних метаболітів. Виводиться препарат з організму з сечею у вигляді метаболітів. Період напіввиведення неоостигміну при внутрішньом'язовому введенні становить 51—90 хвилин, при внутрішньовенному застосуванні коливається від 24 до 113 хвилин.

## Покази до застосування
Неостигмін застосовується при міастенії, рухових порушеннях після черепно-мозкової травми, у відновному періоді після поліомієліту, енцефаліту та менінгіту, атрофії зорового нерва, атонії сечового міхура, паралічах, залишкових явищах блокади нервово-м'язової передачі після застосування недеполяризуючих міорелаксантів, нейропатіях, при післяопераційній атонії кишечника.

## Побічна дія
При застосуванні неостигміну спостерігаються наступні побічні ефекти:
- Алергічні реакції та з боку шкірних покривів — шкірний висип, свербіж шкіри, гіпергідроз, кропив'янка, рідше анафілактичний шок.
- З боку травної системи — нудота, блювання, діарея, метеоризм, біль у животі, посилення виділення слини, посилення перистальтики кишечника, мимовільна дефекація.
- З боку нервової системи та органів відчуттів — посіпування м'язів, в'ялість м'язів, міоз, порушення акомодації, посилення сльозотечі, головний біль, запаморочення, втрата свідомості, загальна слабкість, сонливість, тремор, судоми.
- З боку дихальної системи — посилення тонусу і секреції бронхів, задишка, бронхоспазм.
- З боку серцево-судинної системи — брадикардія або тахікардія, артеріальна гіпотензія, аритмія, AV-блокада, зупинка серця.
- Інші побічні ефекти — часті позиви до сечопуску, мимовільний сечопуск, болі в суглобах.

## Протипоказання
Неостигмін протипоказаний при підвищеній чутливості до препарату, механічній кишковій непрохідності, механічній непрохідності сечових шляхів, бронхіальній астмі, іриті, епілепсії, гіперкінези, стані після ваготомії, при ІХС, стенокардії, аритміях, брадикардії, тиреотоксикозі, загостренні виразкової хвороби, перитоніті, гострих інфекційних захворюваннях, інтоксикації у сильно ослаблених дітей, одночасному застосування із деполяризуючими міорелаксантами, при годуванні грудьми.

## Форми випуску
Неостигмін випускається у вигляді таблеток по 0,015 г; ампул 0,5 % і 1 % розчину по 1 мл.

## Синоніми
Прозериг, Bloxiverz, Prostigmin, Vagostigmin, (m-Hydroxyphenyl)trimethylammonium dimethylcarbamate, 3-Trimethylammoniumphenyl N, N-dimethylcarbamate, Eustigmin, Eustigmine, m-Trimethylammoniumphenyldimethylcarbamate, Neostigmina